# Scolia sexmaculata
Scolia sexmaculata (Syn. Scolia quadripunctata) ist ein Hautflügler aus der Familie der Dolchwespen (Scoliidae). 

## Merkmale
Die Tiere erreichen eine Körperlänge von 10 bis 15 Millimetern (Weibchen) bzw. 9 bis 14 Millimetern (Männchen). Sie haben eine glänzend schwarze Körperfärbung und tragen auf dem dritten und vierten, manchmal auch auf dem fünften Hinterleibssegment breite gelbe Binden, die mittig getrennt sind. Ihre Flügel sind braun getönt. Die Art kann mit der ähnlichen Borstigen Dolchwespe (Scolia hirta) verwechselt werden, die etwas größer ist und die beiden gelben Binden jedoch am zweiten und dritten Hinterleibssegment trägt. 

## Vorkommen
Die Art ist in Süd-, Mitteleuropa und östlich bis nach Zentralasien verbreitet. Sie besiedelt temperaturbegünstigte, Trockenrasen und Waldränder, bevorzugt mit sandigen Böden. Die Tiere kommen von Juni bis August vor. Sie sind in Mitteleuropa sehr selten.

## Lebensweise
Scolia sexmaculata parasitiert die Larven von Mai- und Rosenkäfern. Die Weibchen spüren die Larven im Erdreich auf und graben sich mit ihren stark bedornten Vorderbeinen zu ihnen vor um sie mit einem Stich zu lähmen und auf ihnen ein Ei abzulegen. Gelegentlich wird der von der Larve gegrabene Hohlraum etwas modifiziert. Die Wespenlarve ernährt sich von ihrem Wirt und verpuppt sich anschließend in einem Kokon unter der Erde. Die Imagines fliegen bevorzugt blaue Blüten, wie etwa Thymiane, Ehrenpreis, Feld-Mannstreu oder Gamander an.